# High Halstow
High Halstow es una localidad situada en la autoridad unitaria de Medway, en Inglaterra (Reino Unido), con una población estimada a mediados de 2016 de 1656 habitantes.
Se encuentra ubicada al sur de la región Sudeste de Inglaterra, en el condado de Kent, junto a la desembocadura del río Támesis.